# Лютцов, Гюнтер
Гюнтер Лютцов (нем. Günther Lützow; 4 сентября 1912 — 24 апреля 1945) — немецкий лётчик-ас истребительной авиации люфтваффе, участник Гражданской войны в Испании и Второй мировой войны. Совершил около 300 боевых вылетов, одержав 5 побед в воздухе в ходе Гражданской войны в Испании и 105 — в ходе Второй мировой войны (большую часть из которых — на Восточном фронте). Оберст люфтваффе (1943). Кавалер Рыцарского креста Железного креста с дубовыми листьями и Мечами (1941).

## Биография
Гюнтер Лютцов родился 4 сентября 1912 года в столице провинции Шлезвиг-Гольштейн городе Киле в семье морского офицера Кайзерлихмарине Фридриха Лютцова.
В 1931 году Лютцов вступил добровольцем на военную службу в сухопутные войска Веймарской республики. Одновременно поступил на курсы подготовки пилотов, которые проводились в школе гражданских пилотов в немецом Шлейсхайме и Липецкой лётной школе в Советском Союзе. По завершении программы подготовки он вернулся для прохождения службы в Германию и в звании лейтенанта был зачислен в пехотный полк. После официального создания Люфтваффе, в 1934 году был направлен на службу в истребительную группу I./JG132 «Рихтгофен».
В 1937 году Лютцов, имея звание обер-лейтенанта, в качестве добровольца присоединился к Легиону «Кондор» и сражался в Испании на стороне франкистов. Был командиром 2-й эскадрильи 88-й истребительной группы немецких ВВС. Совершая вылеты на Bf.109 с 19 марта по 6 сентября 1937 года он лично сбил пять вражеских самолётов (все истребители), за что 6 июня 1939 года был награждён Золотым Испанским крестом с мечами и бриллиантами.
После возвращения в Германию, Лютцов некоторое время служил инструктором в 1-й истребительной авиашколе (Jagdfliegerschule 1) в Вернойхене.
В ходе начавшейся Второй мировой войны, 3 ноября 1939 года он в звании гауптмана был назначен командиром I-й истребительной группы эскадры JG3 (I./JG3). Первые бои провел в ходе Французской кампании, где одержал и первые победы в ходе войны, сбив 14 мая 1940 года два французских Хока H-75 в районе Динана. Всего же в ходе французской кампании он одержал 9 побед.
Сбив 16 августа 1940 года английский «Спитфайр», Лютцов одержал десятую победу. 21 августа, уже в звании майора, был назначен командиром JG3, во главе которой участвовал в Битве за Британию. В ходе битвы, до декабря 1940 года, одержал ещё 8 побед над британскими истребителями.
18 сентября 1940 года Лютцов был награждён Рыцарским крестом Железного креста за 15 сбитых в ходе Второй мировой войны самолётов противника.
Весной 1941 года Stab./JG3 был отведен в Мангейм-Сандхофен в Германии для отдыха и восстановления. Здесь часть получила новые истребители Bf.109F-2, прежде чем снова вернуться на фронт над Ла-Маншем 4 мая 1941 года.
В июне 1941 года, во главе JG3, принял участие в начавшейся операции «Барбаросса». Над Советским Союзом его успехи начали стремительно расти. Уже 17 июля он одержал свою 40-ю победу. 20 июля 1941 года он, 27-м человеком в вермахте, был награждён Железным крестом с Дубовыми листьями за 42 победы.
9 августа была одержана 50-я победа, 17 сентября 72-я победа. 23 сентября он был сбит зенитным огнём за линей фронта, но смог вернуться невредимым в часть.
В октябре Лютцов одержал 29 побед, в том числе сбив 5 советских двухмоторных бомбардировщиков 8 октября. 11 октября 1941 года за 90 одержанных побед, молодой офицер четвёртым человеком в Рейхе был награждён Рыцарским крестом Железного креста с Дубовыми листьями и Мечами.
Утром 24 октября Лютцов сбил два И-16, став вторым по счету пилотом Люфтваффе, после Вернера Мёльдерса, достигшем результата в 100 одержанных воздушных побед в ходе Второй мировой войны. Вечером, сбив ещё один И-16, Лютцов одержал 101-ю победу, после чего получил запрет на выполнение боевых вылетов.
Одновременно, с сентября по ноябрь 1941 года Лютцов исполнял обязанности командира Jagdgeschwader 51, подменяя на этой должности пострадавшего в воздушном бою Фридриха Бека. 4 ноября Лютцов вывел Stab./JG3 назад в Германию перебазировавшись в Висбаден-Эрбенхайм, для отдыха и переоснащения.
В мае 1942 года, JG3 во главе с Лютцовым вернулась на Восточный фронт, начав действовать в районе Харькова. Далее последовали действия в Крыму и по дороге к Сталинграду. Здесь 21 мая 1942 года Лютцов одержал свою 102-ю победу. Последнюю на Восточном фронте, 103-ю, победу  Лютцов одержал 29 июля 1942 года, сбив северо-восточнее города Калач-на-Дону ЛаГГ-3.
11 августа 1942 года оберст-лейтенанта (подполковника) Лютцова назначили инспектором (командующим) восточной части (фронта) дневной истребительной авиации, которой командовал Адольф Галланд.
В июле 1943 года Лютцов назначен командовать всеми истребительными соединениями на Итальянском театре военных действий, объединёнными в Jagdabschnittsführer Italien, сформированном в Неаполе. В сентябре данный штаб был поглощен Jagdfliegerführer Oberitalien.
С 15 сентября 1943 по 23 марта 1944 года оберст (полковник) Лютцов руководил первой истребительной дивизией Люфтваффе (1.Jagddivision), объединяющей силы дневной и ночной истребительной авиации в северо-западной Германии, Голландии и Бельгии. С сентября 1944 года являлся командиром 4.Flieger-Schuldivision, базирующейся в Страсбурге, и отвечающей за подготовку новых летчиков-истребителей.
В январе 1945 года принял активное участие в так называемом «мятеже истребителей», выступив с открытой критикой рейхсмаршала Геринга.
В конце марта по приглашению генерал-майора Галланда он перешел в истребительную часть JV 44 в качестве пилота.
24 апреля 1945 года во время очередного налёта американских бомбардировщиков на немецкие города участвовал в воздушном бою на реактивном истребителе Me 262, сбив в районе г. Шробенхаузен бомбардировщик B-26 Marauder. Однако в тот день его Ме-262 так и не вернулся на аэродром, предположительно он потерпел крушение. Гюнтер Лютцов считается пропавшим без вести.